# 杉泽村
杉泽村（日语：／ Sugisawamura）是一个据说位于青森县并带有都市传说性质的村庄。

## 概要

### 传说内容
位于青森县的山中，有一座名为杉泽村的村落。昭和年间初，發生連續殺人事件使多數村民遇害，村庄被遗弃。无人居住的村庄被并入邻村，成为“鬼村”，地名也从地图和县政府的地图和文件中彻底移除。而这座废村至今仍传闹鬼。

### 杉泽村的位置
在这个都市传说盛行的时期，各大媒体都报道了“关于进入村庄的标志性信息”。虽然也只是未经证实的说法，传言大致如下：
- 通往村庄的道路上竖有一块牌子，上面写着: “无法保证进入此区域后的生命安全”。
- 村子入口处有一座快坍塌的鸟居，其根基部有一块骷髅状的石头。
- 往里走后，会看见一栋已变为废墟的住宅，里面染满血迹，是当时惨案的案发现场。

### 媒体报道
杉泽村的都市传说在互联网上迅速成为热门话题，在2000年8月24日播出的富士电视台的综艺节目被提及后，在全国范围内广为流传。该节目曾多次以“杉泽村”做特别报道，但直到最后都没有揭开这个村子的真面目，而是以“杉泽村存在于一个扭曲的时空中，是一个时而出现时而消失的村庄”的结论收尾。
随后，调查和探寻“杉泽村”的废墟迷、超自然爱好者和“试胆”挑战者纷纷找寻杉泽村，各种关于杉泽村的冒险故事在网上被大量传播。

### 由来
1953年(昭和28年)12月12日，在青森县中津轻郡新和村(现在的弘前市)的小友地区，发生了一家7口被猎枪枪杀的刑事案件，即“青森县新和村一家7人杀害事件”。齐藤充功和石川清指出，该事件是“杉泽村传说”的由来。另外，并木伸一郎称，由于该事件令人容易联想到津山事件(1938年在冈山县发生的30人被杀害的事件) ，两起事件容易被混淆，但这也成为了这个都市传说的故事基础。
此外，还有一种说法认为，森村诚一所著的小说《野性的证明》中出现的“发生大规模屠杀事件的岩手县一个叫做‘风道’的村庄”就是这个都市传说的故事基础。

### 其他「杉泽村」
- 在青森县内，青森市内的三户郡的南部町，三户町等地都有以“杉泽”为命名的村庄和地名，但这都与都市传说中的“杉泽村”无关。

## 流行文化

### 杂志
- ，杉泽村首次出现在大众媒体上，撰稿人是赤木太阳。[4]

### 电视
- 2008年，富士电视台播出的《奇迹般的经历!神奇的体验!难以相信的故事2小时恐怖特别节目》（奇跡体験! アンビリバボー 2時間恐怖スペシャル）
- 2008年3月18日，关西电视台播出的《未确认物体》（未確認思考物体）
- 2013年7月，大阪电视台播出的《生活就是金钱》（たかじんNOマネー〜人生は金時なり〜）

### 漫画
- 《怨灵・日本列岛》（2005年8月、宙出版）[5]
- 《滑头鬼之孙》（ジャンプ・コミックス）

### 电影
- 《杉泽村都市传说剧场版》（2014年6月28日、チャンス・イン），伊藤宁宁主演

### 游戏
- 《都市传说：逃离杉泽村》（2015年、SEEC）